# 木村笃太郎
木村笃太郎（日语：木村 篤太郎/きむら とくたろう，1886年2月7日—1982年8月8日），日本的政治家、律师、检察官、剑道士，是吉田茂时期的防衛大臣、法務大臣，还曾担任全日本剑道联盟会长。